# 黎錦紓
黎錦紓（1896年—1954年），字季純，又名黎明，中国教育學家。

## 生平
黎1896年出生於湖南湘潭，排行第四，長兄為國學家黎錦熙，二兄為著名作曲家黎錦暉，兄弟八人有「黎氏八駿」之譽。
早年就讀於湖南省高等工業學校。畢業後赴歐洲勤工儉學，與朱德、鄧小平等同學。其後獲柏林大學哲學博士學位。歸國後，於1926年參加北伐，任國民革命軍總政治部教育股長兼武漢軍事整治分校籌備委員，国立武昌中山大学教授。後供職於南京中華平民教育促進會，長期致力於平民教育事業。
1949年後，曾於湖南省民政廳任職，後擔任過湖南省教育局局長。
1954年轉往北京人民教育出版社工作，任副總編輯。同年因胃癌病逝。